# 台北聯營公車中山幹線路線
台北聯營中山幹線路線公車，為臺北聯營公車的幹線公車路線之一，由光華巴士營運，原220路線，起點為天母，終點為青年公園。

## 簡介
- 此為客運首條聯營公車路線，原先舊中山幹線改成200路線[4]，今日之新中山幹線由原220路線轉型而成[5]。
- 舊版中山幹線公車經行政院後直行中山南路經臺大醫院、中正紀念堂、南門市場折返。於2017年6月1日更名為200路線[6]，2018年8月25日停駛。
- 現在的中山幹線原為220路線，原路線是沿中山北路經行政院後右轉忠孝西路繞行台北車站商圈，返程繞行方式原與同公司經營之247路線略有些微差異（台北郵局之後的右轉路線，247右轉忠孝西路，220過北門後右轉市民大道），路線整併後則與247相同（皆為右轉忠孝西路後回原線）。
- 2009年220路線全面改以低地板公車營運時，亦曾在電子路線看板掛名「中山新幹線」[7]。
- 2016年12月17日因應忠孝西路臺北車站周邊道路路型變更，調整返程路線，改經博愛路－忠孝西路－中山北路（接原線），將返程之臺北車站（鄭州）改為臺北車站（忠孝）[8]。
- 2018年4月2日，220路線更名為中山幹線。同年8月25日200路線（舊中山幹線）停駛。
- 2019年6月30日起，取消停靠重慶南路一段、二二八和平公園、博愛路、臺北郵局等四站，改經忠孝西路左轉中華路一段，沿中華路行駛至青年公園，繞行公園一圈後再折返。
- 2021年2月1日起，擴大分段緩衝區，由原本的「克強游泳池=大同大學」改為「克強游泳池=臺北車站(忠孝)」
- 2021年4月1日起，調整班次[9]
- 2024年1月13日起，去程新增停靠【職能發展學院】站位[10]
- 2024年12月1日起，調整班次[11]
- 2025年3月19日起，「大埔街」往南站位調整至中華路二段76號前方[12]

## 行經重點站名
1. 職能發展學院
2. 天母廣場、天母新村、天母圓環
3. 台北美國/日僑學校
4. 士東國小
5. 劍潭
6. 銘傳大學
7. 士林官邸
8. 圓山飯店
9. 臺北市立美術館
10. 大同大學
11. 大同公司（晴光市場）
12. 臺北車站（忠孝）
13. 捷運西門站
14. 聯合醫院和平院區
15. 南機場公寓
16. 青年公園

## 軼事
外國藝術家以此路線更名前的「220路線」主題，結合大都會客運在萬國車時期的經典壓克力行先板做為裝置藝術，現存於台北市中山北路上的建物「廣宇雋朗」。
在路線改制前的「220」，曾被網友戲稱為「天龍國中的天龍國」天母人「進出國」必備的交通工具。

## 外部連結
- 光華巴士（页面存档备份，存于）
- 大臺北公車中山幹線
- 暢行台北公車客運資訊站的Facebook專頁